# データロガー

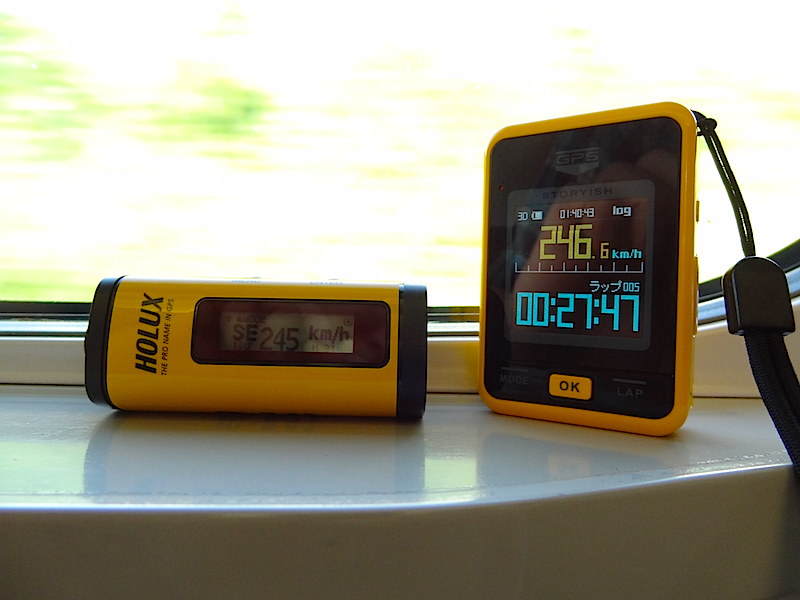
GPSロガー

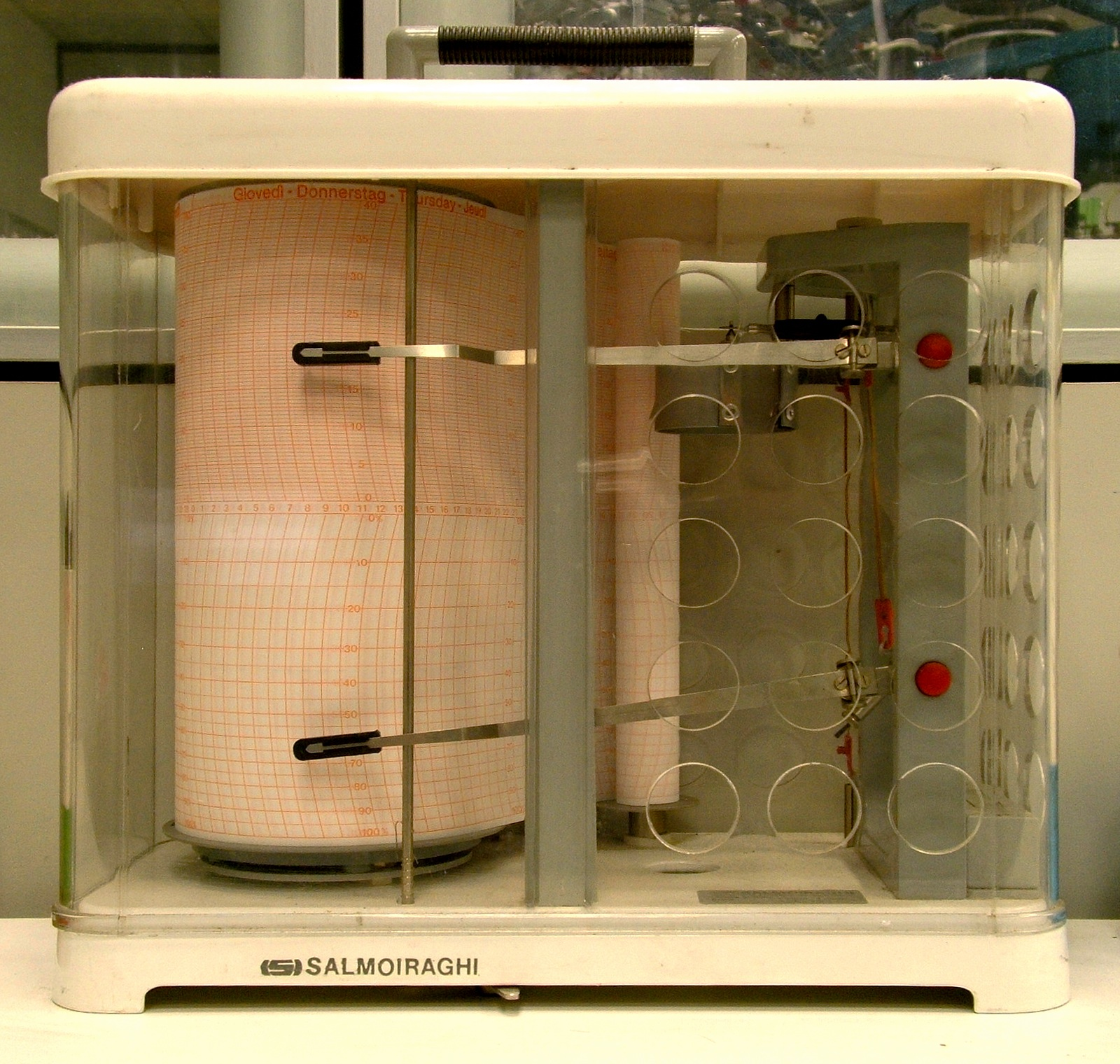
温湿度計（ペンレコーダーの一種）

データロガー（英語: data logger）はセンサにより計測・収集した各種データを保存する装置のこと。記録計、データレコーダーとも呼ばれる。

## 概要
データロガーとは人間の目では判別しにくく、またデータ化が容易でない事象に対して機械的に判断し、断続的に情報を保存する機能、機械である。人間では計測が難しいものによく用いられる。例えば、タコグラフによる瞬間速度や加速度等の一瞬の事象や刻々と変わる温湿度、GPS受信による位置情報、また逆に、超長期的な気象変化や環境変化などの事象計測などである。記録方法は紙だけでなく、電気的に記録するものもあり、様々である。

## 種類・用途
ここであげるのはほんの一例である。

### 移動経路
携帯可能なものが多く個人利用もしやすいGPSロガーは、移動時にポケットなどにいれて携行するだけで移動履歴を保存できる。またスマートフォンの普及により、これに付随するGPS機能を流用することも可能になった。旅行など、移動経路を後で調べたいときに利用されるほか、オープンストリートマップというGPSのログを利用したフリーな地図作成プロジェクトも存在する。

### 研究開発
研究開発や調査のために利用されることもある。
- 自動車開発、レースカーなどの調整に利用される。加速度、傾き、温度等の情報を取得し、後の解析や研究に利用される。
- 人が立ち入ることの出来ない超高温環境、超低温環境などでのデータ採取に用いられる。この際、設置に際してもロボットなどが用いられる場合がある。

## データの記録方法

### 記録紙に直接記録するもの
ペンで記録紙に測定値を直接記録していくもので、「チャートレコーダー」あるいは「ペンレコーダー」と呼ばれる。記録し終えた記録紙をそのまま報告書に使うことができる。日単位、週単位、月単位、年単位など比較的長期間にわたって記録をとり続ける用途に適するがペンの動きが機械的に追従できないような瞬間的に急激に変化するデータの記録には適さない。

### 電気的に記録するもの
内部のフラッシュメモリ、ハードディスクやメモリーカードのほか、かつては磁気テープを用いるものがあった。